# Apostolepis phillipsae
Apostolepis phillipsae là một loài rắn trong họ Colubridae. Loài này được Harvey miêu tả khoa học đầu tiên năm 1999.